# Vipavski Križ
Vipavski Križ é uma vila localizada no município de Ajdovščina na Eslovênia. Possuía uma população estimada de 170 habitantes em 2020.